# 黒衣夫人の香り
『黒衣夫人の香り』（こくいふじんのかおり、原題：Le Parfum De La Dame En Noir ）は、ガストン・ルルーによる推理小説で、『黄色い部屋の謎』の続編。

## あらすじ
本作には、前作黄色い部屋怪事件の犯人が登場するので、前作をおさえてからの読解が望ましい
青年記者ルールタビーユは再び悪夢のような事件に巻きこまれてしまった。『黄色い部屋の謎』の事件から２年後、ロベール・ダルサック教授とマチルダ・スタンガースンは遂に結婚した。幸せな日々を送り始めようと新婚旅行へ出かけたダルサック夫妻にまたしても魔の手が襲いかかる。『黄色い部屋の謎』の事件の犯人による犯行なのか？新たな敵が出現するのか？そして、『黒衣婦人の香り』とはいったい何か？ルールタビーユ自身の過去が明らかとなる。

## 主な登場人物
- ルールタビーユ（ジョセフ・ジョゼファン） - 主人公の新聞記者。菓子パンのブリオッシュが大好物。
- サンクレール（ジーン・サンクレール） - ルールタビーユの友人。弁護士。
- マチルダ・ダルサック - 今作のヒロイン。博士の令嬢でロベールの妻。実はルールタビーユの母親。
- ロベール・ダルサック - 物理学教授。マチルダの婚約者。
- スタンガースン博士 - 物理学の権威。「黄色い部屋」のある邸宅を持っていたが、別の住宅地へ引っ越した。
- ド・マルケ - 予審判事。ルールタビーユを厄介がる。
- マレーヌ - マルケの書記官。
- フレデリック・ラルサン - パリ警視庁屈指の名刑事。

## 訳書
- 『黒衣婦人の香り』石川湧訳、創元推理文庫、1976年
- 『黒衣夫人の香り』日影丈吉訳、ハヤカワ・ミステリ文庫、1979年